# محوطه بازگیر
محوطه بازگیر مربوط به دوران پیش از تاریخ ایران باستان است و در شهرستان مینودشت، بخش مرکزی، روستای بازگیر واقع شده و این اثر در تاریخ ۲۵ اسفند ۱۳۷۹ با شمارهٔ ثبت ۳۵۴۷ به‌عنوان یکی از آثار ملی ایران به ثبت رسیده است.
محوطه بازگیر در سال ۱۳۸۹ ه‍.ش مورد کاوش قرار گرفت و دوره‌های فرهنگی زیر در ان شناسایی شد:الف- دوره مس و سنگ انتقالی
ب-دوره مفرغ قدیم ج-دوره مفرغ پایانی د-دوره آهنIII ه-دوره اشکانی و-دوره اسلامی
از جمله یافته‌های این تپه یک بنای یادمانی و ۷۰۰ شی مسی متعلق به دوره مفرغ پایانی است که در ۲ متری زیر این بنا دفن شده بود.